# Жути колач
Жути колач (користи се и назив ураниа; engl. yellowcake) је самлевени уранијум оксид припремљен за обогаћивање и даље коришћење у нуклеарном реактору, у чији састав понајвише улази триуранијум октаоксид (и до 90%), са формулом  и молекулскоm масоm од 842.082 . У састав још улазе и уранијум-диоксид (270.028), те уранијум триоксид (286.027).
Жути колач је тип праха сачињен од концентрата уранијума добијеног из базних отопина, и то у међукораку обраде руде уранијума. То је корак у производњи уранијума који се врши одмах након ископавања, тј. пре фабрикације горива или обогаћивања. Концентрати жутог колача се припремају помоћу разних метода екстракције и рафинације, што зависи од типа руде. Концентрати се обично добијају мљевењем и хемијском обрадом руде уранијума чиме се формира груби прах оштрог мириса, нерастворљив у води са око 80% уранијумовог оксида, који се топи на приближно 2880&nbsp;°C.

## Обрада
Руда се прво дроби у фини прах проласком сирове руде уранијума кроз дробилице и брусилице, да би се добила тзв. пулпна (пасирана) руда. Она се даље прерађује концентрисаним растворима киселина, алкалним растворима или пероксидним растворима, како би уранијум постао базичан. Жути колач је све оно што остане након сушења и филтрације. Жути колач произведен коришћењем већине модерних млинова је — у ствари — смеђ или црн, а не жут; име долази од боје и текстуре концентрата произведених у почетној фази експлоатације руде.
Жути колач се производи у свим земљама у којима се експлоатише руда уранијума.

### Даља обрада
Жути колач се користи у припреми горива уранијума за нуклеарне реакторе, за које је топљен у пречишћени  за употребу у изради шипки код нуклеарних реактора са тешком водом под притиском.
Пречишћени метал уранијум (не уранијум оксид) такође може бити обогаћен у изотоп U-235. У овом процесу уранијум је комбинован са флуором да би се добио гас уранијум хексафлуорид. Овај гас даље пролази тзв. раздвајање изотопа кроз процес дифузије гасова, или у гасној центрифуги. Овим се може добити ниско-обогаћени уранијум који садржи до око 20% изотопа U-235 који је погодан за коришћење у већини комерцијалних електричних реактора (неки дизајни нуклеарних ректора као што су КАНДУ реактори са тешком водом који користе природне уранијум оксиде са <1% изотопа U-235 као горива). Даљом обрадом се добија високо-обогаћени уранијум који садржи више од 20% изотопа U-235 и који је погодан за коришћење у већини мањих нуклеарних ректора — најчешће за напајање морнаричких бродова и подморница. Још даљом обрадом је могуће добити уранијум са нивоима изотопа U-235 већим од 90% чиме се исти може користити као нуклеарно оружје. Какогод, због напретка процеса нуклеарног разоружавања, свет је суочен са засићењем високо-
-обогаћеним уранијумом. Програмом Мегатоне у мегавате количина нуклеарог наоружања се покушава смањити, а високо-обогаћени уранијум претворити у ниско-обогаћени који би се користио у уобичајеним рекаторима са лаком водом.

## Радиоактивност и сигурност
Жути колач је готово искључиво U-238, са малом радиоактивношћу. Има веома дуго време полураспада (преко четири милијарде година) што значи да емитује радијацију у малим количинама. Ова фаза прераде је пре него што се више радиоктивни 
 концентрише, па — према дефиницји — уранијум у овој фази је подједнако радиоактиван као и што је и био природно (у земљи, пре експлоатације), зато што су пропорције изотопа на својим оригиналним процентуалним концентрацијама. Конзумација или удисање уранијума је опасно и може довести до тровања тешким металима, мада је скоро па немогуће да се ово у стварности и деси. Удисање уранијума је немогуће због његове велике тежине. Без обзира на дуго време полураспада, уранијум има краће биолошко полувреме. Жути колач је безопасан у облику природних минерала који садрже калијум, или торијум оксида у облогама Колман фењера.
Жути колач може представљати опасност првенствено уколико се у обзир узме аквизиција истог од стране државе за производњу нуклеарног оружја, који — као такав, у овом случају — нема фисиони материјал, али већ има обогаћени уранијум те тиме постоји и могућност за претварање у оружје. Најпознатији пример за ово је био наводни фијаско Кривотворење жутог колача.

## Производња, потражња и цене на тржишту
Упркос свим неуспелим напорима да се створи халабука око куповине жутог колача од стране Садама Хусеина у већим количинама, ствар никако није ретка роба на тржишту. Светска производња је тренутно око 64 000 тона годишње (63 083 тона  је произведено 2011. год.), а та цифра ће засигурно расти јер централноазијске земље попут Казахстана почињу проширивати своју рударску индустријску производњу уранијума. Казахстан је од 2005. до 2011. год. производњу  повећао са 5 138 тона на 22 937 тона, од. са 10,44% удела (треће место) у светској производњи на 36,36% удела (прво место). Канада је 2005. год. заузимала прво место (са 13 712 тона или 27,88%), док се 2011. год. спустила на друго место (са 10 784 тона или 17,10%), што је око два пута мање од првопласираног Казахстана. Трећи највећи произвођач је Аустралија која је 2005. год. (са 11 225 тона или 22,82%) заузимала друго место, a 2011. год. (са 7 056 тона или 11,18%) се спустила на треће место по уделу у светској производњи . Поређења ради, око 61 000 тона волфрама, који је од виталног значаја за индустрију челика, се произведе годишње; то је за око 2 000 тона мање од годишње проиводње жутог колача.

### Потражња
Највећа годишња потражња за жутим колачем (од.  који чини и до 90% његовог састава) је од стране САД (23 269 тона), Европске уније (22 543 тона), те Јапана, Кине, Јужне Кореје и Тајвана (17 871 тона, заједно).

### Цене
фунта (≈0,45 килограмa)  сада кошта око 44 $ (8 265 RSD/kg), док је 2003. године износила 10,90 $ (2047 RSD/kg), око четири пута мање. Азијске земље имају све већу потражњу тако да цена расте из дана у дан.
Цена  је 2010. године премашила 60 $/lb (11 270 RSD/kg), по први пут у више од две године. Те године је примећена и огромна тржишна активност моменталне доставе; продаја је досегла 42,8 милиона фунти (19 414 kg) у тој врсти продаје, највиши ниво још од 1990. године.